# Mochna
Mochna (Potentilla) je rod s více než 500 druhy vyrůstajícími v mírném podnebném pásu převážně na severní a částečně na jižní polokouli. V čeledi růžovitých je zařazena do podčeledi Rosoideae.
Název "mochna" byl J. S. Preslem převzat z ukrajinštiny; souvisí se slovem "mech", což odkazuje na to, že většina rostlin je mechovitě, plstnatě chlupatá.

## Popis
Jsou to rostliny převážně vytrvalé, jen zřídka dvouletky nebo jednoletky. Většinou mají formu bylin, jen některé vytrvalé druhy jsou keře; rostliny bývají chlupaté nebo plstnaté, jen zřídka lysé. Jejich rostlinné stonky jsou vzpřímené, vzestupné nebo poléhavé, někdy v uzlinách kořenící; převážně vyrůstají z listové růžice. Listy jsou obvykle zpeřené nebo dlanitě zpeřené s mnoha často zubatými lístky; většinou mají na řapíku palisty, které jsou celistvé nebo dělené.
Květy vyrůstají jednotlivě nebo ve vrcholičnatém květenství. Pravidelné květy jsou obvykle dvoupohlavné, zřídka jednopohlavné, květní lůžko mají nedužnaté a češuli půlkulatou nebo kuželovitou. Nepřekrývajících se podlouhlých kališních lístků bývá běžně 5, střídají se s lístky kalíšku, obé jsou chlupaté a mají zelenou barvu. Často opadávajících vejčitých korunních lístků je většinou také 5 a bývají barvy žluté, zřídka jsou bílé, růžové nebo fialové. Tyčinek je nejčastěji 20 (vyrůstají ve třech kruzích, ve vnějším 10, středním 5 a ve vnitřním opět 5), zřídka méně nebo více (10 až 30). Gyneceum je tvořeno 10 až 80 plodolisty, pestíky mají čnělky přirostlé po stranách. Plody jsou četné nažky uzavřené ve vytrvalém kalichu; nažky opadávají samostatně.

## Význam
Některé druhy se občas považují na nepříjemný plevel nebo řídce slouží jako léčivá bylina (mochna husí), jiné se výjimečně pěstují jako okrasné rostliny venkovní (mochna křovitá, mochna zlatá, mochna tmavočervená) nebo pokojové (mochna indická). Významnější ekonomické využití některého druhu není známo.

## Taxonomie
Mnohé druhy rodu mochna se mezi sebou často kříží a vzniká tak řada hybridů a hybridních rojů, u kterých je velice obtížné, ne-li nemožné rozlišit původní druhy. Některé druhy se dále rozmnožují apomikticky, tj. semena vzniknou, aniž by došlo k oplodnění vajíček, a prostorově izolované populace si udržují stabilní odlišné vlastnosti. Objevuje se hodně variet nebo poddruhů, někdy považovaných i za samostatné druhy; vznikají tzv. apomiktické mikrodruhy.
Za těchto podmínek je věci odborného názoru (který se vyvíjí se stupněm poznání), kolik druhů na území České republiky roste. Podle Seznamu druhů rostlin v ČR Botanického ústavu AV to jsou tyto:
- Mochna anglická (Potentilla anglica) Laichard.
- Mochna bahenní (Potentilla palustris) (L.) Scop.
- Mochna bílá (Potentilla alba) L.
- Mochna Crantzova (Potentilla crantzii) (Crantz) Fritsch
- Mochna drobnolistá (Potentilla parvifolia) Lehm.
- Mochna durynská (Potentilla thuringiaca) Link
- Mochna husí (Potentilla anserina) L.
- Mochna chlumní (Potentilla collina) Wib.
- Mochna jahodovitá (Potentilla sterilis) (L.) Garcke
- Mochna jarní (Potentilla tabernaemontani) Asch.
- Mochna keříková (Potentilla arbuscula) D. Don
- Mochna křovitá (Potentilla fruticosa) L.
- Mochna Lindackerova (Potentilla lindackeri) Tausch
- Mochna malokvětá (Potentilla micrantha) DC.
- Mochna nátržník (Potentilla erecta) (L.) Räusch.
- Mochna nitkovitá (Potentilla filiformis) Vill.
- Mochna nízká (Potentilla supina) L.
- Mochna norská (Potentilla norvegica) L.
- Mochna paprsčitá (Potentilla radiata) Lehm.
- Mochna písečná (Potentilla arenaria) Borkh.
- Mochna plazivá (Potentilla reptans) L.
- Mochna prostřední (Potentilla intermedia) L.
- Mochna přímá (Potentilla recta) L.
- Mochna rozkladitá (Potentilla patula) Waldst. et Kit.
- Mochna sedmilistá (Potentilla heptaphylla) L.
- Mochna skalní (Potentilla rupestris) L.
- Mochna stříbrná (Potentilla argentea) L.
- Mochna šedavá (Potentilla inclinata) Vill.
- Mochna vyhlazená (Potentilla glabrata) Willd.
- Mochna zlatá (Potentilla aurea) L.[7][8]

## Několik exotických mochen

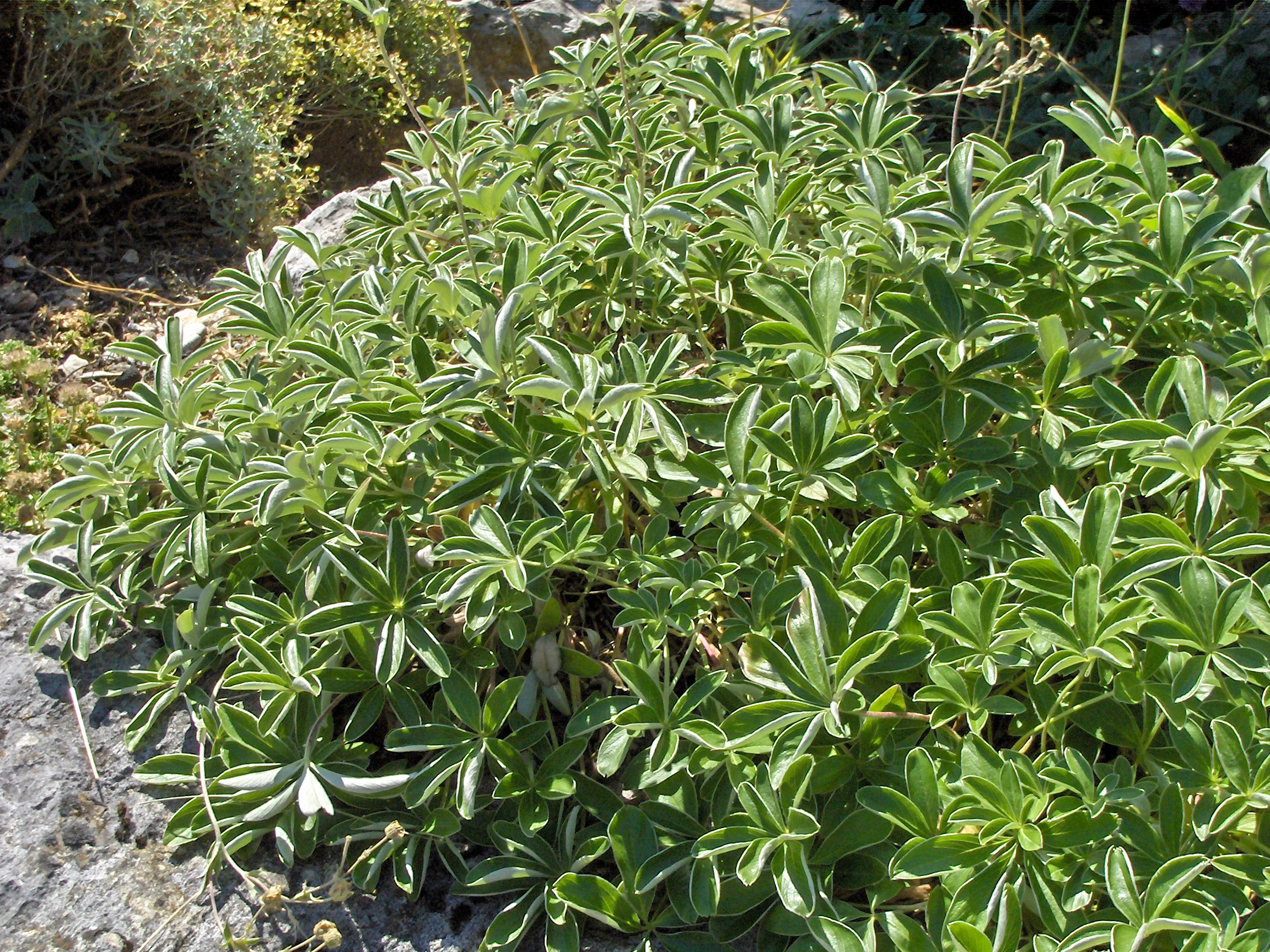
Potentilla alchemilloides
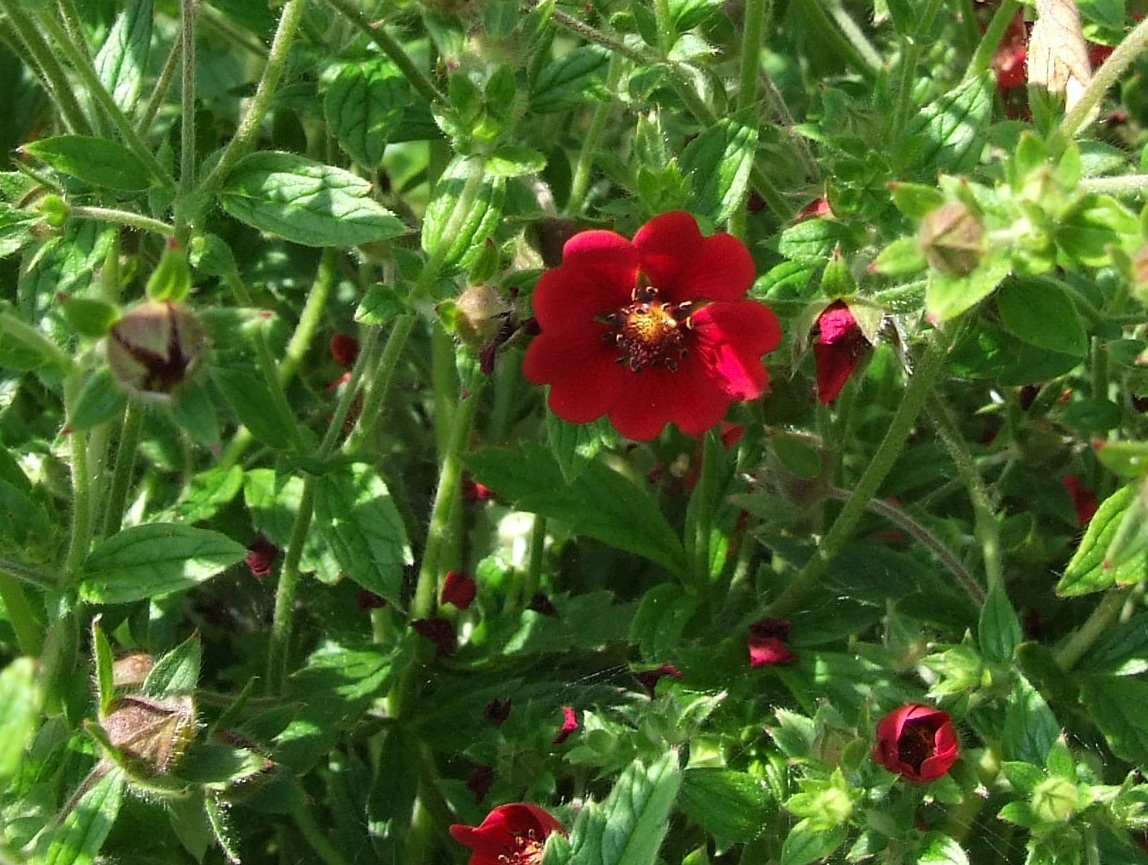
Potentilla atrosanquinea
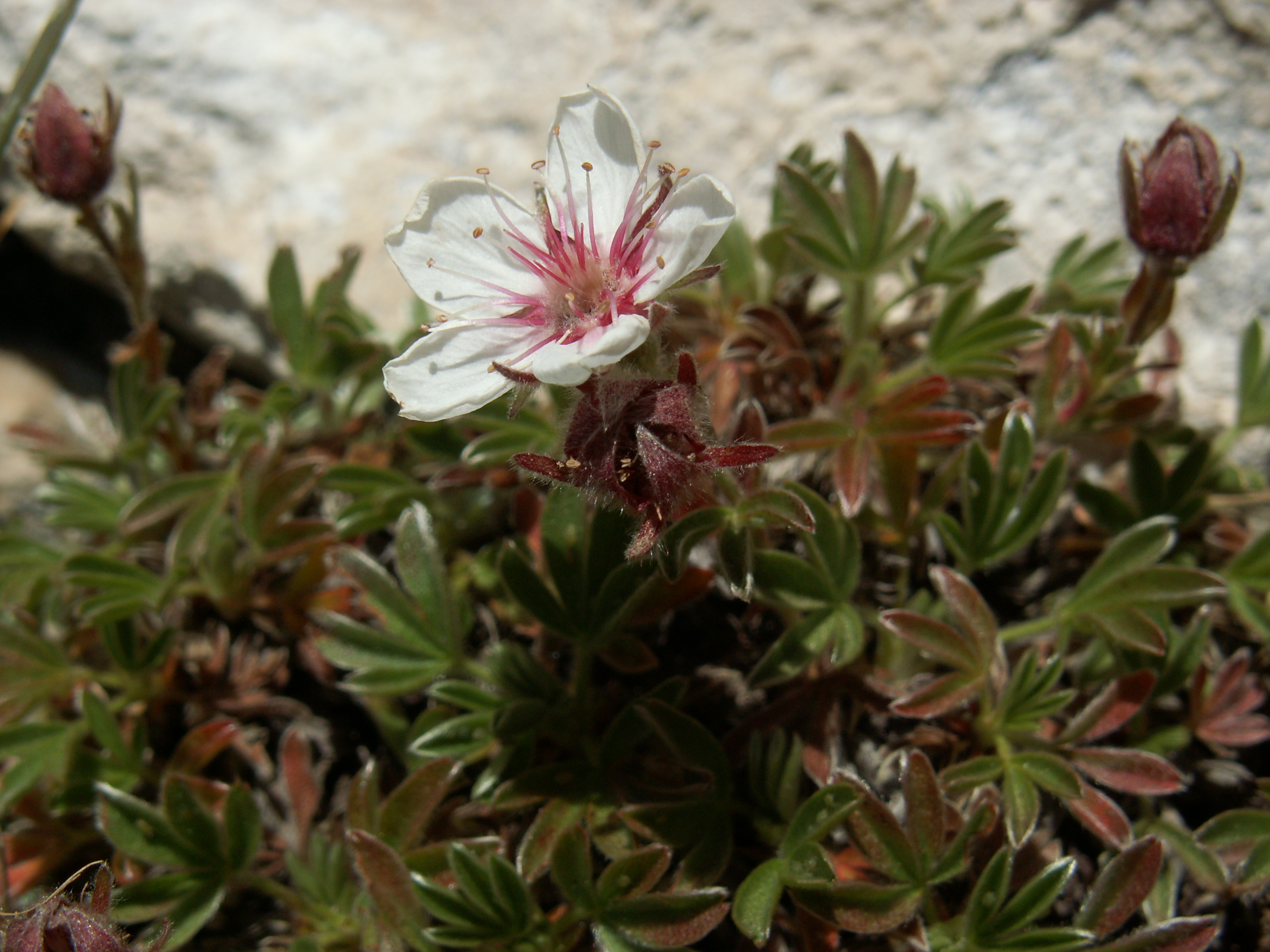
Potentilla caulescens
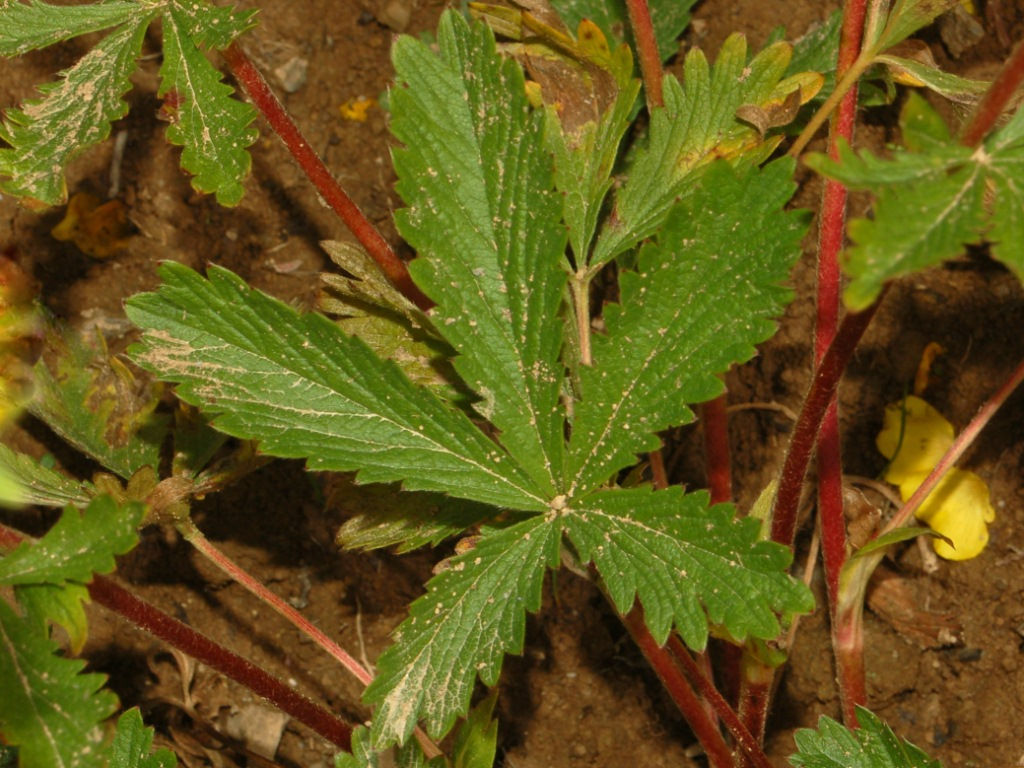
Potentilla delphinensis